# Europees korthaar
De Europese korthaar is een kattenras dat voortkomt uit steviggebouwde kortharige katten, de oorspronkelijke huiskat en boerenkat uit Europa. Een selectie van deze katten met bepaalde uiterlijke kenmerken zijn gefokt in de jaren 1980 tot dit beoogde kattenras werd gevormd.

## Beschrijving
Deze katten worden hoofdzakelijk in Scandinavië gefokt en mogen enkel die kleuren en patrooncombinaties hebben die behoren bij het Europese kleurspectrum van de gedomesticeerde kat, dus geen oosterse kleuren of factoren als partieel albinisme (colorpoint), chocolade, lila, kaneel, reebruin en geticked en gevlekt cyper. Er worden bij dit ras eisen gesteld aan vachtkwaliteit, kleur- en patroonverdeling, een stevige bouw en een vrij ronde kop.

## Karakter
Het karakter van deze katten is alert en levendig. Ze zijn ook goedmoedig, trouw, vriendelijk, veilig en ze passen zich gemakkelijk aan. Het is een stabiele, rustige maar actieve kat die zich het prettigst voelt in gezelschap van mensen of andere katten.

## Stamboekvoering
Stamboeken van verenigingen staan open voor inschrijving van geschikte stamboomloze katten die voldoen aan de eisen voor bouw, vacht en kopvorm. Een dier kan na beoordeling op een tentoonstelling door keurmeesters geregistreerd worden. Er wordt dan een eerstegeneratieregistratiekaart afgegeven. Deze katten ontstonden in 1982.

## Huiskat
De naam wordt in Nederland en België ook wel eufemistisch gebruikt voor gekruiste of mengelmoes huiskatten die er globaal op lijken maar niet tot het ras behoren en geen stamboom hebben.